# Berggericht Essen
Das Berggericht Essen war von 1816 bis 1849 ein preußisches Berggericht mit Sitz in Essen.

## Geschichte
Mit dem Edikt wegen der den königlichen Bergämtern wiederum beizulegenden Gerichtsbarkeit vom 21. Februar 1816 wurden in Preußen Berggerichte gebildet. An jedem Bergamt sollte ein Berggericht gebildet werden. So entstand das Berggericht Essen am Bergamt Essen. Das Oberlandesgericht Hamm nahm sowohl die Gerichtsaufsicht wahr und war daneben zweite Instanz bei Urteilen des Berggerichts. Dem Berggericht Essen unterstanden die rechtsrheinischen Gebiete des Herzogtums Kleve, die Fürstentümer Essen und Werden, die Herrschaft Broich und der zum Sprengel des Land- und Stadtgerichts Dorsten zählende Teil des Vests Recklinghausen. Der Bergrichter war danach gleichzeitig Mitglied des Bergamtes.
Mit Verordnung vom 2. Januar 1849 wurde das Berggericht aufgehoben und seine Aufgaben den ordentlichen Gerichten, also in erster Instanz den Kreisgerichten, übertragen.